# Ahmed Abd El-Zaher
Ahmed Abd El-Zaher (in arabo أحمد عبد الظاهر‎?; 15 gennaio 1985) è un ex calciatore egiziano che ha giocato come attaccante.
Ha fatto parte della nazionale egiziana Under 20 che ha partecipato al Mondiale Under-20 del 2005.

## Carriera

### Club

#### ENPPI
Abd El-Zaher esordì con l'ENPPI all'inizio della stagione 2009-2010 della Premier League egiziana, con risultati altalenanti. Con l'arrivo all'ENPPI, a stagione in corso, dell'allenatore Stoycho Mladenov, Abd El-Zaher ebbe maggiori opportunità in prima squadra e ripagò la fiducia del tecnico segnando 5 gol in campionato. La stagione 2011-2012 vide l'affermazione definitiva di Abd El-Zaher tra i maggiori talenti egiziani della sua generazione, arrivando a concludere la stagione con 13 gol, ottenendo il titolo di capocannoniere del campionato, a pari merito con Shikabala dello Zamalek.
Nella sessione estiva di calciomercato del 2012, il CSKA Sofia di Mladenov fece richiesta all'ENPPI per l'acquisto del cartellino di Abd El-Zaher. Nonostante l'offerta allettante, l'ENPPI preferì trattenere l'attaccante, essendo uno dei migliori giocatori del club.

#### Al-Ahly e controversie politiche
Nel gennaio 2013 si è trasferito all'Al-Ahly, firmando per la squadra un contratto quadriennale. Nel novembre 2013, a seguito della vittoria della CAF Champions League, Abd El-Zaher è stato privato del suo bonus, sospeso dalla squadra e messo in vendita nella finestra di mercato di gennaio per aver esultato, dopo aver fatto gol, con il segno della Rabbi'ah, utilizzato dai gruppi estremisti islamici a sostegno del presidente recentemente deposto Mohamed Morsi. Il 5 dicembre 2013, la Federazione calcistica egiziana lo ha ulteriormente sanzionato, vietandogli di rappresentare l'Egitto per un anno, e di giocare nella Premier League egiziana per tre mesi.
A causa delle sanzioni, l'Al-Ahly lo manda in prestito in Libia, all'Al-Ittihad di Tripoli, da cui ritorna nel 2014.

#### Ritorno all'ENPPI
Nel 2016, torna, in prestito, all'ENPPI per metà stagione, per poi essere ceduto definitivamente al termine della stagione all'El Makkasa.

#### El Makkasa, Haras El Hodoud, infortunio e fine carriera
Rimane per due anni all'El Makkasa, per poi essere ceduto, visti gli scarsi risultati, all'Haras El Hodoud, con il quale giocherà solo due partite tra il 2018 e il 2019. Nel 2019 si è rotto il legamento crociato anteriore. Nonostante l'infortunio, viene acquistato nello stesso anno dall'Aswan, club con il quale terminerà la carriera nel 2021

### Nazionale
Abd El-Zaher faceva parte della squadra nazionale egiziana Under 20 che ha partecipato al Mondiale Under-20 del 2005. Ha preso parte a tutte e tre le partite del girone dell'Egitto, senza però mai riuscire a segnare.